# شوگو هایاشی
شوگو هایاشی (انگلیسی: Shogo Hayashi؛ زادهٔ ۹ آوریل ۱۹۹۷) بازیکن فوتبال اهل ژاپن است.
از باشگاه‌هایی که در آن بازی کرده‌است می‌توان به باشگاه فوتبال توکیو وردی اشاره کرد.